# Кутубдия
Кутубдия (бенг. কুতুবদিয়া, англ. Kutubdia) — город на юго-востоке Бангладеш, административный центр одноимённого подокруга. Площадь города равна 9,82 км². По данным переписи 2001 года, в городе проживало 20 249 человек, из которых мужчины составляли 53,04 %, женщины — соответственно 46,96 %. Плотность населения равнялась 2062 чел. на 1 км². Уровень грамотности населения составлял 29,8 % (при среднем по Бангладеш показателе 43,1 %). 